# Sosnowka (rejon pinieski)
Sosnowka (ros. Сосновка) – osiedle w Rosji, w obwodzie archangielskim, w rejonie pinieskim. W 2010 liczyło 861 mieszkańców.